# همفري مارشال (سياسي)
همفري مارشال (بالإنجليزية: Humphrey Marshall)‏ هو محامي ومؤرخ وسياسي أمريكي، ولد في 7 يونيو 1760 في الولايات المتحدة، وتوفي في 3 يوليو 1841 في نفس البلد. حزبياً، نشط في الحزب الفيدرالي الأمريكي. وقد انتخب عضو مجلس الشيوخ الأمريكي.